# Bermudas fodboldforbund
Bermudas fodboldforbund, blev grundlagt i 1928, og er det fodboldforbund i Bermuda og organiserer bermudas landshold. Forbundet er også ansvarligt for de sportslige ligaer på øen.

## Ligaer fra højeste til laveste
- Cingular Wireless Premier Division
- First
- Commercial A
- Commercial B
- Women's
- Youth

### Youth
Ungdomsligaen består af Taco League og Enchilada League (Egentlig BYSP (Bermuda Youth Sports Programs) og andre Ø-hold som North Village og Somerset).